# ريكتسيا تيفوئيدية
ريكتسيا تيفوئيدية (الاسم العلمي: Rickettsia typhi) هي نوع من البكتيريا تتبع جنس الريكتسيا من الفصيلة الريكتسية.